# 北海道中札内高等学校
北海道中札内高等学校（ほっかいどうなかさつないこうとうがっこう、Hokkaido Nakasatsunai High School）は、かつて北海道河西郡中札内村東4条北1丁目にあった道立高等学校。

## 歴史
中札内村における農業の「自主自立」精神が「農業者にも教育が必要だ」との考えに及び、1954年（昭和29年）農業生を受け入れるために、高等学校設置を中札内村議会が決議。働きながら農業を学ぶ昼間定時制の村立単科高校として、1955年（昭和30年）に開校した。その後、村は定時制農業科を募集停止し、全日制の普通科高校に転換。科目転換ののちに、中札内村立から北海道立へ設置者転換している。
北海道教育委員会は、2004年（平成16年）12月に有識者で構成する「高校教育推進検討会議」を設置し諮問を受けた結果をふまえ、2006年（平成18年）8月「新たな高校教育に関する指針」を決定した 。それは、1学年1学級校の存続は認めないという内容であった。
道内において、高校の小規模校整理の流れが強くなるなかにおいて、同校では2005年（平成17年）度の新入学生が十勝管内において初の1学年1学級校となり、存続問題が取り沙汰されるようになった。2005年（平成17年）6月、道教育委員会より当校の募集停止提案がなされ、地元では、高校存続に向けて活発な活動をし、さまざまな意見が交換されたが、創立50周年を迎えた2005年に募集停止が決定した。なお、この募集停止を受け「創立五十周年記念式典」は閉校記念式典と併せて盛大に実施するため開催延期された。
こうして、2008年（平成20年）の春、当校は閉校となった。閉校後の各種証明書発行などの事務は、北海道更別農業高等学校にて取り扱われている。

### 校訓
「自己研磨 知行合一」

### 校歌
- 作詞：原田将吉
- 作曲：飯田信夫

## 設置学科
- 定時制農業科 - 学校創立時より、1975年（昭和50年）募集停止・ 1978年（昭和53年）閉科[14]。
昼間定時制の授業体制 - 全課程4年制で、生徒は週に数回登校、ほかの日は自宅で農業実習[15]。
1955年（昭和30年）より1966年（昭和41年）まで、別科課程が設置されていた。
- 全日制普通科 - 1975年（昭和50年）募集開始、2008年（平成20年）閉校時まで[14]。

## 沿革
- 1954年（昭和29年）9月7日 - 中札内村議会において村立高校の設置を決議[14]。
- 1954年（昭和29年）11月30日 - 校舎第一期工事落成[14]。
- 1955年（昭和30年）4月1日 - 第一種高等学校設置認可[14]。定時制[15]農業科 1学級募集[14]。
- 1955年（昭和30年）4月20日 - 開校式・第一回入学式[14]。
- 1955年（昭和30年）12月3日 - 別科 1学級募集[14]。
- 1965年（昭和40年）11月7日 - 屋内体育館完成[14]。創立十周年記念式典挙行[14]。
- 1966年（昭和41年） - 別科 廃止[14]。
- 1974年（昭和49年）12月10日 - 全日制普通科設置認可[14]。
- 1975年（昭和50年）4月1日 - 全日制普通科1学級募集、定時制農業科募集停止[14]。
- 1975年（昭和50年）11月12日 - 全日制普通科2学級設置許可[14]。
- 1976年（昭和51年）4月1日 - 全日制普通科2学級募集[14]。
- 1976年（昭和51年）4月30日 - 新校舎建築着工[14]。
- 1977年（昭和52年）1月17日 - 新校舎移転、仮使用開始[14]。
- 1977年（昭和52年）6月10日 - 新校舎完成[14]。
- 1978年（昭和53年）1月16日 - 定時制閉科記念顕彰式挙行[14]。
- 1978年（昭和53年）9月30日 - 新・屋内体育館ほか体育施設完成[14]。
- 1979年（昭和54年）2月10日 - 校舎落成記念式典挙行[14]。
- 1979年（昭和54年）3月1日 - 道立移管[14]。
- 1985年（昭和60年）11月17日 - 創立三十周年記念式典挙行[14]。
- 1994年（平成6年）7月17日 - 創立40周年記念講演会[14]。
- 1995年（平成7年）11月6日 - 校訓制定[14]。
- 1996年（平成8年）10月23日 - 大規模改造第2期工事竣工[14]。
- 1999年（平成11年）3月25日 - 防災対策付属施設整備工事竣工[14]。
- 2006年（平成18年） - 新入生徒募集停止[13]。
- 2008年（平成20年）3月 - 閉校[11]。

## 閉校後

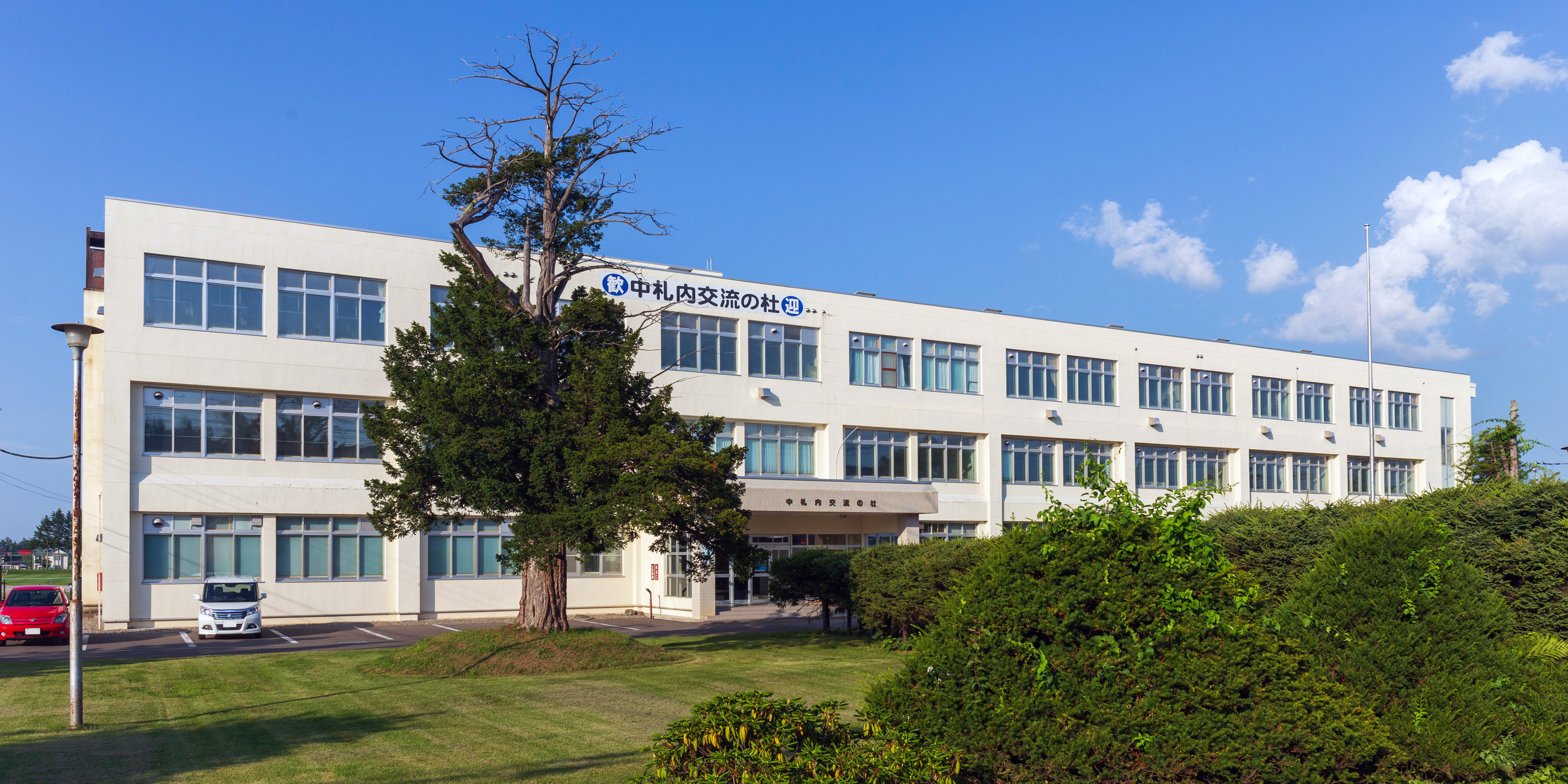
中札内交流の杜

閉校後の学校施設は、2009年（平成21年）4月1日より、宿泊棟を備えた研修施設「中札内交流の杜」として利用、営業が開始された。
- サッカー場：天然芝サッカーコート（105 m×68 m）4面（夏期間：4月 - 10月の日中のみ利用可）。
旧・高校グランドのほかにも、中札内村教育委員会が管理する「札内川運動公園」（交流の杜から約1 km）の利用も可能。
- 研修棟：旧・校舎。
アリーナ：バレーボールの場合 2面 など。バスケットボール・ミニバスケットボール・バドミントン・フットサル・卓球・その他室内競技に利用可能。
多目的室：99畳敷の元・柔道場をフローリングに改修。軽運動室・ダンスルームとしても、ジョイントマット敷での利用も可能。
ウェイトトレーニング室：アスリート仕様ウェイトトレーニング機器（マシン・フリーウェイト・バイク）を設置。
リラクゼーション＆酸素カプセル室：高気圧酸素カプセル1台設置。
2階 研修室 (1)：旧・音楽室 1室。グランドピアノ・エレクトーン設置、吹奏楽/合唱練習可能。
2階 研修室 (2)：旧・書道教室。
2階 研修室 (3)：旧・進路指導室。
2階 研修室 (4) - (7)：旧・普通教室。
3階 研修室 (8)：旧・被服教室。
3階 研修室 (9)：旧・和室。
3階 研修室 (10)：旧・生徒会室。
3階 研修室 (11)：旧・食物教室。
3階 研修室 (12)：旧・教材室。
3階 研修室 (13)：旧・図書室。
3階 研修室 (14)：旧・生物・化学実験室。
3階 研修室 (15)：旧・理科準備室。
3階 研修室 (16)：旧・物理・地学実験室。
展示室：中札内高校53年間の資料を展示。
ほか、食堂、談話室、シャワー室、洗濯・乾燥室、資料展示室。
- 宿泊棟：宿泊施設「ユービックハウス」 - 完成2009年3月、110名収容。
スタッフルーム 4名定員×4室・2名定員×1室。
8人部屋（二段ベッド4台） - 9室。
4人部屋（二段ベッド2台） - 5室。

1997年から福島県のJヴィレッジを会場に行われてきた日本クラブユースサッカー選手権(U-15)大会は、東日本大震災の影響により2011年以降、北海道帯広市を中心に開催されており、中札内交流の杜も会場として利用されている。

## 主な出身者
- 常松ゆか（柔道家）